# Bedia (Abjasia)
Bedia (en georgiano: ბედია; en abjasio: Бедиа) es un pueblo que pertenece a la parcialmente reconocida República de Abjasia, dentro del distrito de Tkvarcheli, aunque de iure es parte del municipio de Gali de la República Autónoma de Abjasia de Georgia.

## Toponimia
Entre 1925 y 1952 su nombre oficial fue Meore Bedia (en georgiano: მეორე ბედია).

## Geografía
Bedia está rodeado por el río Chjortoli por la derecha y en la izquierda por el río Okumi, 15 km al sur de Tkvarcheli. Limita con Agubedia en el norte; Reka (distrito de Ochamchire) en el oeste; y el pueblo de Achigvara en el suroeste, parte del distrito de Ochamchire, y hacia el sureste está Tsarche. Las aldeas de Pshauri y Sajajubio están bajo la administración del pueblo. 

## Historia
Según las Crónicas georgianas, Egros, hijo de Togarma, heredó la tierra entre la Cordillera de Liji, el Mar Negro y la parte superior del río Jazar. Allí se asentó y fundó una ciudad, Egrisi que se corresponde con la actual Bedia. Bedia es uno de los pueblos más antiguos de toda Abjasia, teniendo una gran importancia cultural y política en toda Transcaucasia Occidental durante la Edad Media. Durante la época del reino de Abjasia, Bedia era el centro administrativo de un eristavi (ducado) que se extendía en los actuales distritos de Ochamchire y Tkvarcheli. Bedia en ese momento era la sede de un metropolitano, quien administraba una eparquía entre ríos Aaldzga y Inguri. Los monumentos más importantes de este período se encuentran actualmente en Agubedia e incluyen, por ejemplo, la catedral de Bedia de finales del siglo X y las ruinas de su palacio.
En el siglo XIX, el territorio de Bedia, que pertenecía a la región histórica de Samurzakan, era mucho más grande de lo que es hoy.  En la actualidad, sólo la parte periférica sur del antiguo centro administrativo y cultural forma parte de Bedia. A fines de siglo, todo Samurzakan se dividió en dos zonas lingüísticas: la abjasia, que permaneció en las colinas; y la mingreliana, en las tierras bajas.
Después del establecimiento de la Unión Soviética, los bolcheviques abjasios comenzaron a exigir que, como parte de la reforma administrativa de la ASSR abjasia en la década de 1930, reemplazando los antiguos distritos rusos del distrito, se establecieran nuevos límites entre los distritos de Ochamchire y Gali en una base etnolingüística. Ya en 1925, el único pueblo de Bedia se dividió en tres selsovets: Agubedia, Pirveli Bedia y Meore Bedia (nombre entre 1915 y 1952 de la actual Bedia). Hasta 1930, los tres formaban parte del distrito de Gali pero sin embargo, en Meore Bedia, la mitad de la población ya hablaba mingreliano y, por lo tanto, permaneció en Gali; mientras que Agubedia y la Pirveli Bedia se añadieron al distrito de Ochamchire. 
Durante la guerra de Abjasia (1992-1993), la aldea estaba controlada por las tropas del gobierno georgiano y allí se produjeron intensos combates durante el asedio de Tkvarcheli. En Bedia, tras la guerra y la huida de dos tercios de la población, siguen predominando los mingrelianos y los georgianos. Otra reforma administrativa se inició en 1994 en Abjasia, cuando Bedia fue transferida al recién creado distrito de Tkvarcheli.

## Demografía
La evolución demográfica de Bedia entre 1886 y 2011 fue la siguiente:
| 1247                                                | 1515 | 570 | 628 | 228 |
| (Fuente: Population of Abkhazia since Soviet times) |      |     |     |     |

Bedia llegó a un máximo de población en 1989, como la mayoría de ciudades de Abjasia, con más de 600 personas. Según el censo de 2011, la población de Bedia sigue siendo inmensamente mayoritaria de georgianos, como tradicionalmente ha sido en el pueblo.
|              | 2011      | 2011       |
| Grupo étnico | Población | Porcentaje |
| ------------ | --------- | ---------- |
| Georgianos   | 195       | 85,5%      |
| Abjasios     | 31        | 13,6%      |
| Rusos        | 1         | 0,4%       |
| Ucranianos   | 1         | 0,4%       |
| Total        | 228       | 100%       |